# Tony Campise
Anthony S. „Tony“ Campise (* 22. Januar 1943 in Houston, Texas; † 7. März 2010 ebenda) war ein US-amerikanischer Jazz-Altsaxophonist und Flötist.
Tony Campise wurde bekannt wurde seine Mitgliedschaft in der Big Band von Stan Kenton, der er in den 1970er Jahren angehörte und an Kenton-Alben wie Fire, Fury & Run und Kenton in Chicago mitwirkte. 1984 zog er nach Austin (Texas), wo er in den Jazzclubs der Sixth Street auftrat und Stars wie Frank Sinatra oder Sarah Vaughan begleitete. In den 1990er Jahren legte er einige Alben unter eigenem Namen vor; das 1991 erschienene Album Once In a Blue Moon wurde 1992 für einen Grammy nominiert. Campise starb an einer intercerebralen Blutung als Spätfolge eines Sturzes im Oktober 2009.

## Diskographische Hinweise
- First Takes (Heart, 1990)
- Once in a Blue Moon (Hart, 1991)
- Ballads, Blues & Bebop (Heart, 1993)
- Ballads, Blues, Bebop & Beyond (Heart, 1994)
- Strange Beauty (Heart, 1995)